# Graitschen auf der Höhe
Graitschen auf der Höhe ist ein Ortsteil der Stadt Schkölen im Saale-Holzland-Kreis in Thüringen.

## Geografie und Geologie
Graitschen liegt unmittelbar an der Landesgrenze zu Sachsen-Anhalt. Das Nachbardorf in Sachsen-Anhalt ist Molau. Graitschen liegt demnach auch auf der Molauer-Platte, die durch schwarzerdeähnliche Böden und überwiegenden Feldanbau bekannt ist, denn es gibt kaum bewaldete Haine. Einige Sand- und Kiesgruben stören den Landmann. Mit einer Ortsverbindungsstraße haben die Bürger und die Betriebe Anschluss an die Landesstraße 201 von Schkölen nach Naumburg und Eisenberg und somit zur Bundesautobahn 9.

## Geschichte

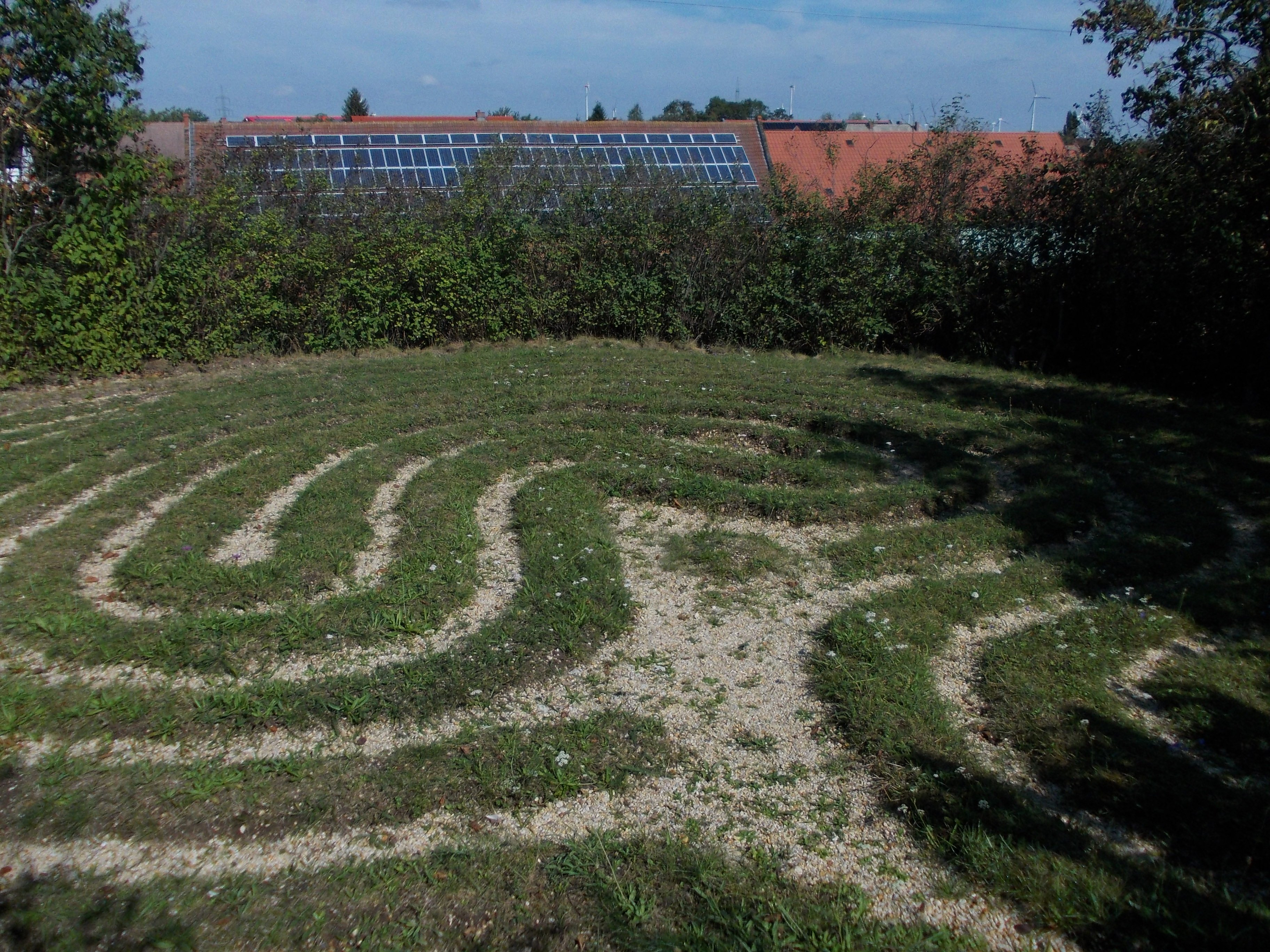
Rasenlabyrinth „Schwedenhieb“

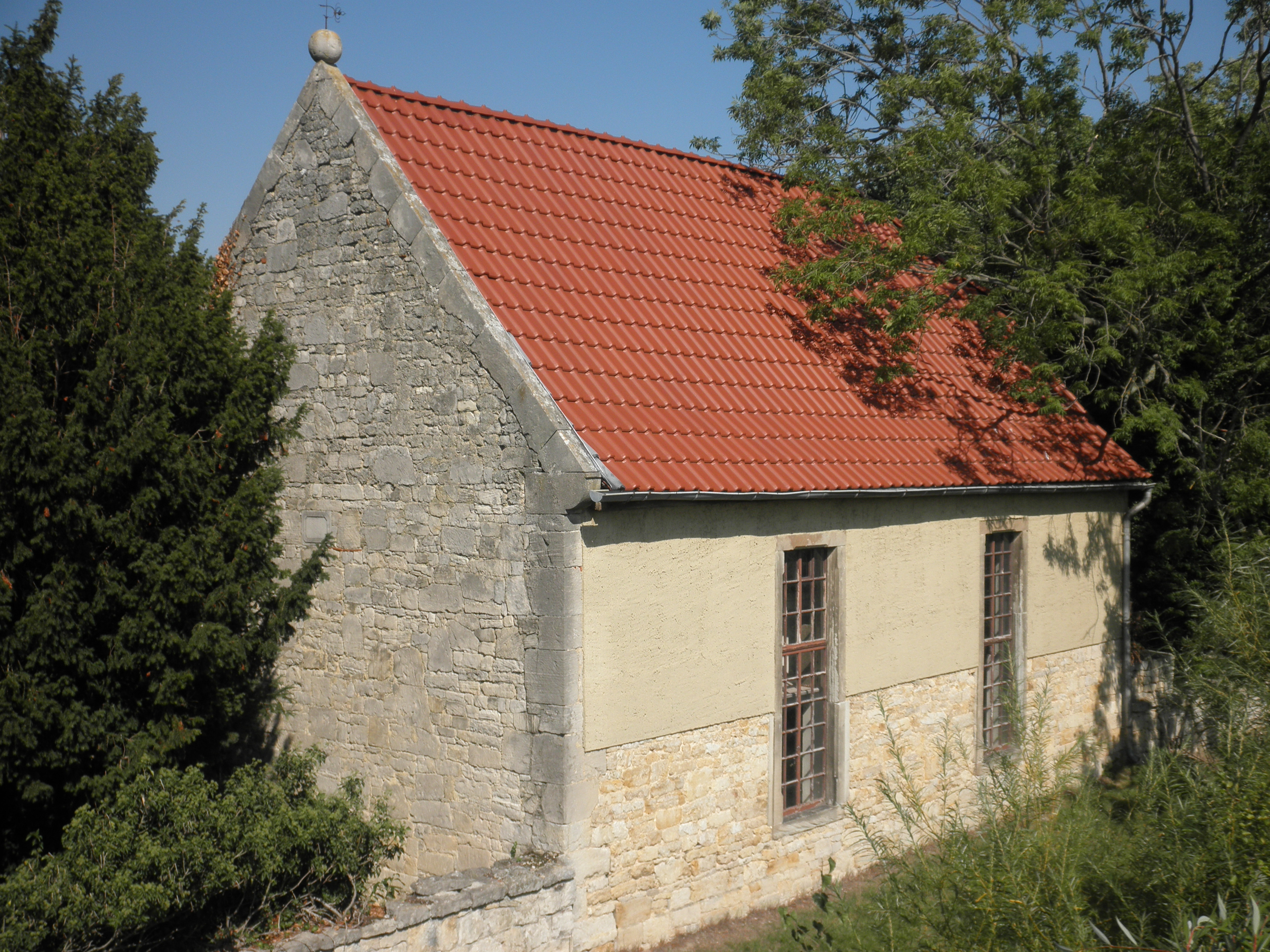
Kirche in Graitschen

Die urkundliche Ersterwähnung fand am 21. Juli 1040 statt. Durch den Ort führte einst die alte Regensburger Straße nach Naumburg. Deshalb war das Dorf auch das Schmiededörfchen.
Graitschen gehörte zum wettinischen Kreisamt Eisenberg, welches aufgrund mehrerer Teilungen im Lauf seines Bestehens unter der Hoheit verschiedener Ernestinischer Herzogtümer stand. 1826 kam der Ort mit dem Nordteil des Kreisamts Eisenberg vom Herzogtum Sachsen-Gotha-Altenburg zum Herzogtum Sachsen-Meiningen und wurde Teil der Exklave Camburg. Von 1922 bis 1939 gehörte der Ort zur Kreisabteilung Camburg. 1924 erhielt der Ort die postalische Beifügung auf der Höhe (amtlicher Gemeindename: Graitschen a.d. Höhe), um Verwechslungen mit dem gleichnamigen Graitschen bei Bürgel zu vermeiden.
Das Naturdenkmal Trojaburg oder „Schwedenhieb“ ist ein Rasenlabyrinth, das bis in den Dreißigjährigen Krieg oder sogar bis in die Vorgeschichte zurückgeht.
Am 1. Juli 1950 wurde die bis dahin eigenständige Gemeinde Grabsdorf eingegliedert.
1997 wurde die Gemeinde Graitschen a.d. Höhe nach Schkölen eingemeindet.

## Sehenswürdigkeiten
- Dorfkirche Graitschen auf der Höhe
- Trojaburg[4]